# Zivilsenat
Unter einem Zivilsenat versteht man einen Spruchkörper beim Oberlandesgericht oder dem Bundesgerichtshof, der für die Entscheidung in Zivil- oder Familiensachen zuständig ist.
Ein Zivilsenat am Oberlandesgericht entscheidet in der Besetzung von drei Richtern einschließlich des Vorsitzenden. Ein Zivilsenat am Bundesgerichtshof entscheidet in der Besetzung von fünf Richtern unter Einschluss des Vorsitzenden.
Außer den Zivilsenaten gibt es bei den Oberlandesgerichten und beim Bundesgerichtshof noch Strafsenate und Spezialsenate (z. B. für Anwaltssachen, für Landwirtschaftssachen, Kartellsenat).
Die Zivilsenate des Bundesgerichtshofes im Detail (Stand: April 2023):
- I. Zivilsenat des Bundesgerichtshofes
- II. Zivilsenat des Bundesgerichtshofes
- III. Zivilsenat des Bundesgerichtshofes
- IV. Zivilsenat des Bundesgerichtshofes
- V. Zivilsenat des Bundesgerichtshofes
- VI. Zivilsenat des Bundesgerichtshofes
- VIa._Zivilsenat des Bundesgerichtshofes
- VII. Zivilsenat des Bundesgerichtshofes
- VIII. Zivilsenat des Bundesgerichtshofes
- IX. Zivilsenat des Bundesgerichtshofes
- X. Zivilsenat des Bundesgerichtshofes
- XI. Zivilsenat des Bundesgerichtshofes
- XII. Zivilsenat des Bundesgerichtshofes
- XIII. Zivilsenat des Bundesgerichtshofes